# Кріс Гендерсон
Кріс Гендерсон (англ. Chris Henderson; нар. 11 грудня 1970, Едмондс) — американський футболіст, що грав на позиції півзахисника. По завершенні ігрової кар'єри — спортивний функціонер.
Виступав, зокрема, за клуби «Канзас-Сіті Візардс» та «Колорадо Репідс», а також національну збірну США. У складі збірної — володар Золотого кубка КОНКАКАФ.

## Клубна кар'єра
Народився 11 грудня 1970 року в місті Едмондс. Кріс, старший брат Шона Гендерсона, відвідував середню школу Каскад в Еверетті, штат Вашингтон. У 1989 році він грав один сезон за «Сіетл Сторм» в Західній Футбольної Лізі.
У 1989 році Кріс вступив до Університету Каліфорнії у Лос-Анджелесі, де виступав за університетську футбольну команду і 1990 року виграв з командою чемпіонат США серед університетів та коледжів.
У 1994 році Гендерсон підписав контракт з німецьким «Франкфуртом», зігравши один сезон у Другій Бундеслізі. Після закінчення сезону він перейшов в норвезький «Стабек», який він покинув в кінці року.
Після утворення MLS Кріс повернувся до США, де підписав контракт з клубом «Колорадо Репідс». У своєму першому сезоні він зіграв 29 матчів, забив 3 голи і віддав 8 гольових передач, і був визнаний найкориснішим футболістом команди в сезоні.
У 1999 році Кріс перейшов у «Канзас-Сіті Візардс» у складі якого виграв Кубок MLS. У сезон 2001 року Гендерсон провів у «Маямі Ф'южн». У 2002 році він повернувся в «Колорадо Репідз», за який виступав ще протягом трьох сезонів. У складі команди Кріс встановив клубний рекорд — 178 матчів, 53 передачі і 120 очок.
У травні 2005 року Гендесон був обміняний в «Коламбус Крю», де дограв до кінця року, а сезон 2006 року він провів у «Нью-Йорк Ред Буллз» взявши участь у кожному матчі. По закінченні сезону Гендерсон оголосив про закінчення кар'єри.
Після закінчення кар'єри він працював помічником тренера в «Канзас-Сіті Візардз». У 2008 році Гендерсон зайняв посаду спортивного директора клубу «Сіетл Саундерс»..

## Виступи за збірні
1988 року дебютував у складі юнацької збірної США (U-17), загалом на юнацькому рівні взяв участь у 1 іграх.
Протягом 1989—1993 років залучався до складу молодіжної збірної США, з якою був учасником молодіжного чемпіонату світу 1989 року в Саудівській Аравії. Тут американці зайняли підсумкове 4 місце, а Гендерсон забив 1 гол у 6 матчах турніру. Загалом на молодіжному рівні зіграв у 15 офіційних матчах.
Пізніше захищав кольори олімпійської збірної США, з якою поїхав на футбольний турнір Олімпійських ігор 1992 року у Барселоні.
1990 року дебютував в офіційних іграх у складі національної збірної США в матчі проти збірної Ісландії. Того ж року поїхав з командою на чемпіонат світу 1990 року в Італії. У тій команді Кріс був наймолодшим футболістом, йому було 19 років. Він був запасним футболістом, тому не зіграв на турнірі жодного матчу.
У 1991 році Кріс у складі національної команди виграв домашній Золотий кубок КОНКАКАФ 1991 року. Цей результат дозволив його команді наступного року поїхати на Кубок Короля Фахда 1992 року у Саудівській Аравії, на якому Гендерсон зіграв два матчі, а команда здобула бронзові нагороди.
В подальшому у складі збірної був учасником Золотого кубка КОНКАКАФ 1993 року у США та Мексиці, де разом з командою здобув «срібло», Кубка Америки 1993 року в Еквадорі, та Золотого кубка КОНКАКАФ 1998 року у США, де разом з командою здобув «срібло».
Протягом кар'єри у національній команді, яка тривала 12 років, провів у її формі 79 матчів, забивши 3 голи.

## Титули і досягнення
- Володар Кубка MLS (1): 2000
- Володар Золотого кубка КОНКАКАФ (1): 1991
- Срібний призер Золотого кубка КОНКАКАФ: 1993, 1998